# Câu lạc bộ bóng chuyền Đắk Lắk
Câu lạc bộ bóng chuyền Đắk Lắk (gọi tắt Đắk Lắk) là một câu lạc bộ bóng chuyền Nữ chuyên nghiệp có trụ sở ở Đắk Lắk, Việt Nam. Đây là đội bóng đang thi đấu tại Giải vô địch bóng chuyền quốc gia Việt Nam. Đắk Lắk là một đội bóng mới tham gia Giải vô địch bóng chuyền quốc gia Việt Nam từ năm 2017 đến 2022 được 6 mùa giải. Tại giải VĐQG năm 2022, Đắk Lắk	thi đấu	5 trận, thắng 1 trận, đạt 3 điểm với tổng số 4 set thắng và 13 set thua, xếp thứ 5 bảng đấu, tuy nhiên ở vòng tranh thứ hạng từ 9-11, đội chỉ xếp hạng 10 chung cuộc và là 1 trong 2 đội phải xuống chơi ở giải hạng A năm 2023.

## Thành tích

### Giải vô địch bóng chuyền quốc gia Việt Nam
- Vô địch các mùa giải: chưa có
- Á quân các mùa giải: chưa có
- Hạng ba các mùa giải: chưa có

### Giải bóng chuyền cúp Hoa Lư
- Vô địch các mùa giải: chưa có
- Á quân các mùa giải: chưa có
- Hạng ba các mùa giải: chưa có

### Giải bóng chuyền cúp Hùng Vương
- Vô địch các mùa giải: chưa có
- Á quân các mùa giải: chưa có
- Hạng ba các mùa giải: chưa có

### Đại hội TDTT toàn quốc
- Hạng ba các mùa giải: 2018

## Đội hình thi đấu

### Đội hình hiện tại
Cập nhật danh sách tháng 6 năm 2022.
- Huấn luyện viên:  Trần Đăng Thành
- Trợ lý: Lương Việt Sơn, Nguyễn Thanh Thiện

| No. | Player                         | Position | Height (m) | Weight (kg) | Birth date |
| --- | ------------------------------ | -------- | ---------- | ----------- | ---------- |
| 01  | Trần Thị Hoài Anh (Đội trưởng) | Libero   | 1,68       | 60          | 1999       |
| 02  | Nguyễn Thị Kim Thoa            |          | 1,70       | 65          | 1996       |
| 04  | Nguyễn Thị Phước               | Libero   | 1,65       | 50          | 1998       |
| 05  | Lý Thị Hồng Ngân               |          | 1,75       | 66          | 2000       |
| 06  | Nguyễn Thị Mai Ly              |          | 1,70       | 60          | 1997       |
| 07  | H'Mia Eban                     | Chủ công | 1,80       | 70          | 1995       |
| 08  | Đặng Thu Huyền                 |          | 1,72       | 65          | 2002       |
| 09  | Lê Thị Duyên                   |          | 1,75       | 65          | 1997       |
| 10  | Bùi Thị Minh Huệ               |          | 1,70       | 60          | 2000       |
| 11  | Võ Thị Kim Định                |          | 1,73       | 64          | 1988       |
| 12  | Phạm Thị Lan                   |          | 1,72       | 65          | 1996       |
| 14  | Lê Thị Nga                     |          | 1,75       | 70          | 1997       |
| 15  | Nguyễn Thị Trinh               |          | 1,80       | 65          | 1997       |
| 16  | Bùi Thị Bích Phương            |          | 1,75       | 62          | 2002       |

### Đội hình quá khứ
- Tháng 12/2020: Huấn luyện viên:  Trần Đăng Thành, Trợ lý: Lương Việt Sơn, Nguyễn Thanh Thiện; Vận động viên: Trần Thị Hoài Anh (Đội trưởng), Nguyễn Thị Kim Thoa , Nguyễn Thị Phước, Lý Thị Hồng Ngân, Nguyễn Thị Mai Ly, H'Mia Eban, Đặng Thu Huyền, Lê Thị Duyên, Bùi Thị Minh Huệ, Võ Thị Kim Định, Phạm Thị Lan, Lê Thị Nga, Nguyễn Thị Trinh, Bùi Thị Bích Phương.
- Tháng 12/2021: Huấn luyện viên: Trần Đăng Thành, Lương Việt Sơn, Nguyễn Thanh Thiện, Bùi Quang Phương; vận động viên: Trần Thị Hoài Anh, Nguyễn Thị Kim Thoa, Nguyễn Thị Phước, Võ Thị Kim Định, Nguyễn Thị Mai Ly, H'Mia Eban, Vàng Thị Tặng, Lê Thị Duyên, Bùi Thị Minh Huệ, Nguyễn Thị Anh Nguyệt, Phạm Thị Lan, Lê Thị Nga, Nguyễn Thị Trinh, Hà Thị Kiều Oanh.[4]